# Franzenheim
Franzenheim is een plaats in de Duitse deelstaat Rijnland-Palts, en maakt deel uit van de Landkreis Trier-Saarburg.
Franzenheim telt 373 inwoners.

## Bestuur
De plaats is een Ortsgemeinde en maakt deel uit van de Verbandsgemeinde Trier-Land.